# Kamilavka

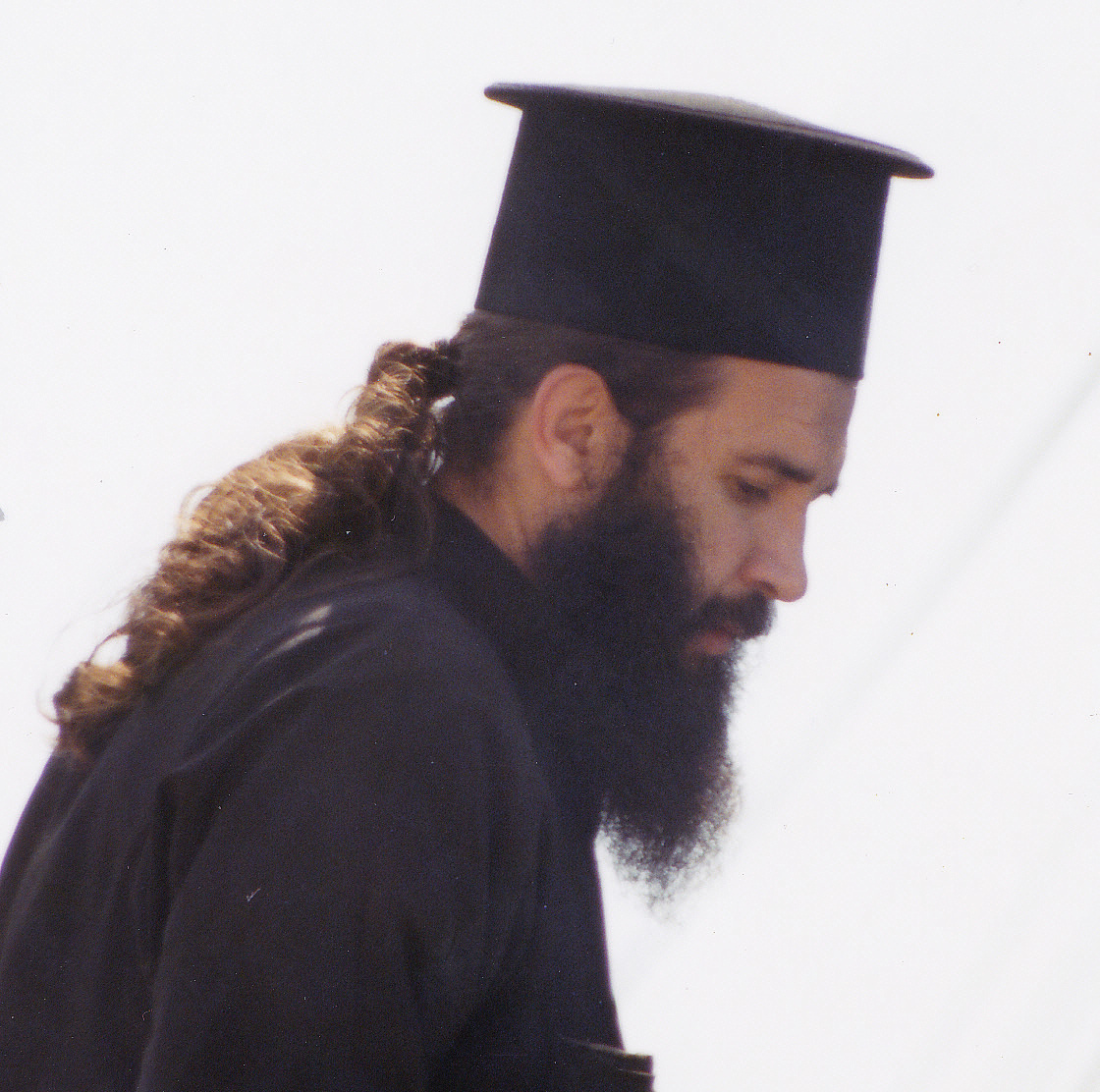
Grieks-orthodox priester

De Kamilavka (Russisch: Камила́вка, Kerkslavisch: клобук, kloboek, Grieks: καλυμμαύχιον, kalimavchion/kalimarchion) (gedragen door diakens, priesters, bisschoppen, monniken) is een cilindervormige zwarte, paarse, bruine of rode naar boven uitlopende hoed, als een "schoorsteenpijp". Het heeft een vlakke top en is bij de monniken zwart van kleur en bedekt met een zwarte driekantige sluier en wordt dan epanokalimarchion/epanokalimavchion genoemd. Bij metropolieten in de Slavische traditie is de kleur wit. De kamilavka wordt gedragen tijdens de kerkdiensten en bij ieder officieel optreden van de bisschop, priester en de diaken buiten de kerk.